# Urbanismo paisagístico
Urbanismo paisagístico (Landscape urbanism) É uma nova teoria no campo do  planejamento urbano e regional que apareceu pela primeira vez no final do século XX, alegando que a melhor maneira de organizar as cidades é por meio do projeto paisagístico da cidade, e não do projeto de seus edifícios. A frase paisagem urbana apareceu pela primeira vez em meados da década de 1990. Desde então, essa frase recebeu muitos usos diferentes, mas é mais freqüentemente citada como uma resposta pós-modernista ou pós-modernista aos fracassos do "Novo Urbanismo".
Em 2008, a primeira Bienal do mundo do Urbanismo Paisagístico foi realizada na cidade de Bat-Yam em Israel que tratava do Novo Urbanismo.

## Páginas relacionadas
- Design urbano
- Arquitetura da paisagem